# Kóstas Antetokoúnmpo
Pour les articles homonymes, voir Antetokoúnmpo.
Kóstas Ndubuísi Antetokoúnmpo (grec moderne : Κώστας Ν’Ντουμπουίσι Αντετοκούνμπο), né le 20 novembre 1997 à Athènes en Grèce, est un joueur grec de basket-ball évoluant au poste de pivot. Il mesure 2,06 m.

## Biographie
Il est sélectionné en 60e position lors de la draft 2018 de la NBA par les 76ers de Philadelphie puis envoyé aux Mavericks de Dallas en plus du 56e choix de la même draft en l'échange de l'envoi du 54e choix à la franchise de Philadelphie.
Le 13 juillet 2018, il signe un contrat "two-way" avec les Mavericks de Dallas pour la saison à venir.
Le 19 juillet 2019, il est coupé par les Mavericks de Dallas.
Le 21 juillet 2019, il signe un contrat two-way avec les Lakers de Los Angeles pour la saison à suivre.
Le 11 octobre 2020, il gagne le titre avec les Lakers de Los Angeles et devient le premier des frères Antetokoúnmpo à recevoir une bague de champion NBA.
Le 26 novembre 2020, il signe un second contrat two-way d'affilée avec les Lakers de Los Angeles.
En juillet 2021, Antetokoúnmpo rejoint l'ASVEL Lyon-Villeurbanne avec lequel il signe un contrat pour deux saisons.
En octobre 2022, il signe un contrat two-way en faveur des Bulls de Chicago. Il est coupé mi-décembre 2022. Antetokoúnmpo s'engage peu après et jusqu'à la fin de la saison avec Fenerbahçe SK, club turc qui participe à l'EuroLigue,.
Le 10 juillet 2025, il signe avec l'Olympiakós pour deux saisons.

## Palmarès
- Champion de France 2021-2022
- Champion NBA 2019-2020 avec les Lakers
- Vainqueur de l'Euroligue 2023-2024

## Records sur une rencontre en NBA
Les records personnels de Kóstas Antetokoúnmpo en NBA sont les suivants, :
| Type de statistique        | Saison régulière | Saison régulière            | Saison régulière |
| Type de statistique        | Record           | Adversaire                  | Date             |
| -------------------------- | ---------------- | --------------------------- | ---------------- |
| Points                     | 7                | Kings de Sacramento         | 13 août 2020     |
| Paniers marqués            | 3                | Kings de Sacramento         | 13 août 2020     |
| Paniers tentés             | 3                | Kings de Sacramento         | 13 août 2020     |
| Paniers à 3 points réussis | -                | -                           | -                |
| Paniers à 3 points tentés  | -                | -                           | -                |
| Lancers francs réussis     | 2                | Celtics de Boston           | 15 avril 2021    |
| Lancers francs tentés      | 4                | Celtics de Boston           | 15 avril 2021    |
| Rebonds offensifs          | 2                | 2 fois                      | 2 fois           |
| Rebonds défensifs          | 4                | Timberwolves du Minnesota   | 27 décembre 2020 |
| Rebonds totaux             | 4                | 2 fois                      | 2 fois           |
| Passes décisives           | 1                | 3 fois                      | 3 fois           |
| Interceptions              | 2                | @ Trail Blazers de Portland | 20 mars 2019     |
| Contres                    | 2                | Timberwolves du Minnesota   | 27 décembre 2020 |
| Balles perdues             | 2                | 3 fois                      | 3 fois           |
| Minutes jouées             | 11               | Kings de Sacramento         | 13 août 2020     |

- Double-double : 0
- Triple-double : 0

Dernière mise à jour : 27 juin 2021

## Vie privée
Deux de ses quatre frères ont été draftés en NBA : Giánnis et Thanásis. Son plus jeune frère, Álex, joue aussi au basket-ball.